# پنیرک قرمز
پنیرک قرمز یا پنیرک یا (به کردی کلهری: گولیرو) (نام علمی: Malva Sylvestris) 
گیاهی است دو ساله تا پایا و ندرتاً یک ساله، بوسیله بذر تکثیر و انتشار می‌یابد. گیاه هرز مکان‌های خشک و آفتابی است. به خاک‌های غنی از مواد غذایی و غنی از هوموس، لومی و شنی احتیاج دارد.
دوره رویش: بهار تا پاییز
برگ‌ها کوتیلدونی:قلبی شکل، پایه بلند، لبه پایینی قلبی در قسمت پایه
برگ‌های شاخه: متناوب، مدور-قلوه‌ای شکل، لوب دار پنجه‌ای، ۷–۳ لوب با چین‌های بی قاعده، در رگبرگ‌ها دارای کرک، برگ دم بلند
ساقه: افراشته، راست، منشعب، کرک دار، قسمت پایین ساقه چوبی، بلندی ساقه ۱۲۰–۲۵ سانتی‌متر
گل: مجتمع در دسته‌های ۶–۲ عددی جانبی، جام گل بلند ۵/۲–۳ سانتی‌متر، ۴–۳ برابر درازتر از کاسه گل، عمیقاً حاشیه دار، به رنگ ارغوانی با نوارهای طولی تیره
دوره گلدهی: اواخر بهار تا پاییز
مشخصات دانه:گرد با یک شکاف ضعیف، سطح پشتی راست، لبه‌ها پهن گرد، سطوح جانبی صاف تا برآمده، دانه خاکستری قهوه‌ای با شیارهای ظریف، درازای دانه ۶/۱–۹/۱میلی‌متر، دانه‌ها به تعداد ۹ تا ۱۱ عدد در میوه‌ای با شکل ظاهری گرد دیسک مانند با یک شکاف که سطح پشتی آن پوشیده از حفره‌های مشبک و دندانه‌ای، سطوح جانبی دارای دندانه‌های صاف تا ضعیف.
مناطق انتشار در ایران:
اطراف تهران، آذربایجان، اراک، فارس، کرمان، ارومیه، اصفهان، تربت حیدریه، بروجرد، کبیر کوه ایلام
پنیرک گیاهی است یک ساله زمستانه یا دوساله با ساقه‌های نیمه خوابیده به ارتفاع ۵۰–۱۰ سانتیمتر، برگهای آن دارای دمبرگ طویل و پهنک قلبی شکل به طول ۸–۲ سانتیمتر بوده و دارای ۷–۵ لوب غیر واضح است. جام گل گلبرگهای پنیرک پیوسته بوده به رنگ سفید تا صورتی کمرنگ و به درازای دو برابر کاسه گل است.
میوه پنیرک فندقه‌است که به شکل تیوپ قاچدار (برچه دار) بوده و در مرحله رسیدن باز شده و بذر خود را رها می‌کند.
گونههای دیگر پنیرک که به عنوانه علف هرز مطرح هستند شامل:
M.sylvestris و M.montana و M.parviflora و M.rotundifolia
پنیرک از علفهای هرز مزارع پنبه، چغندر قند و سبزی و صیفی است.

## خواص درمانی
مداوای مجاری فوقانی تنفسی. درمان معده و روده. ملین و خلط‌آور می‌باشد.

## نگارخانه

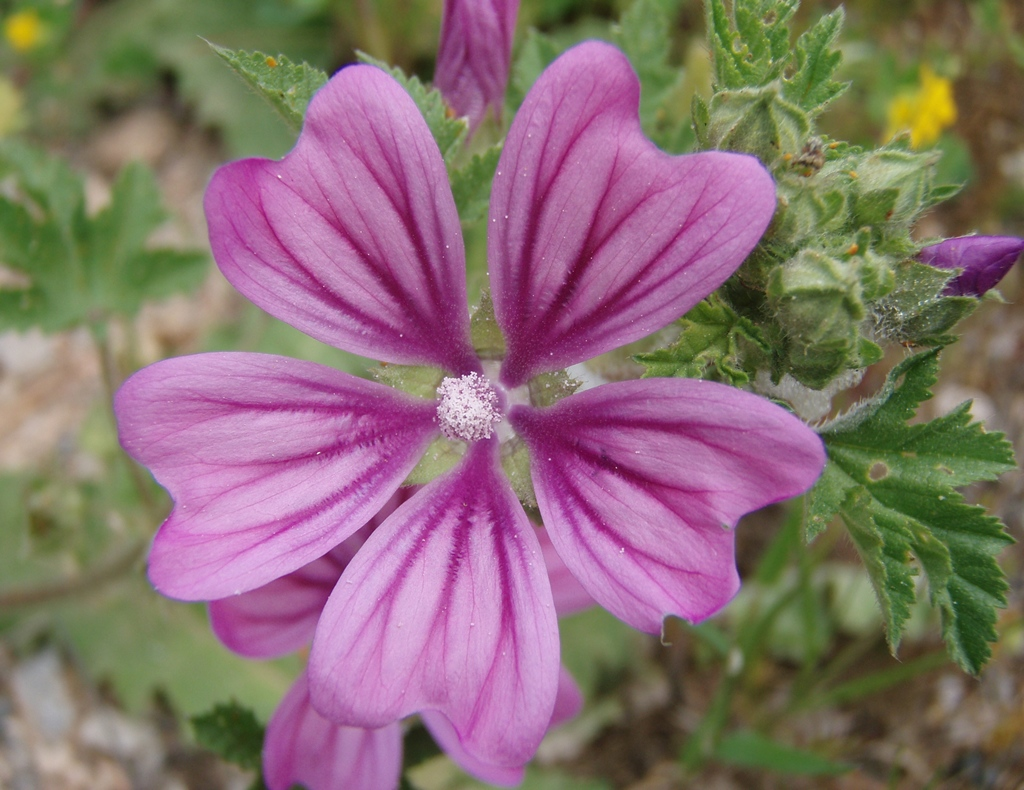
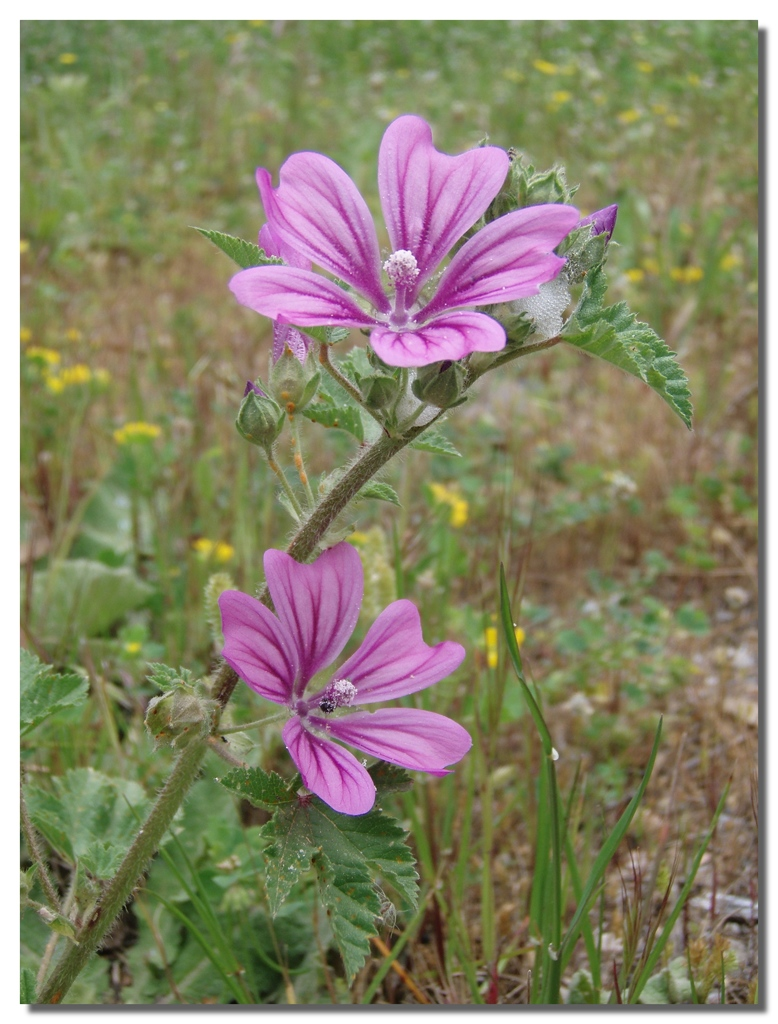
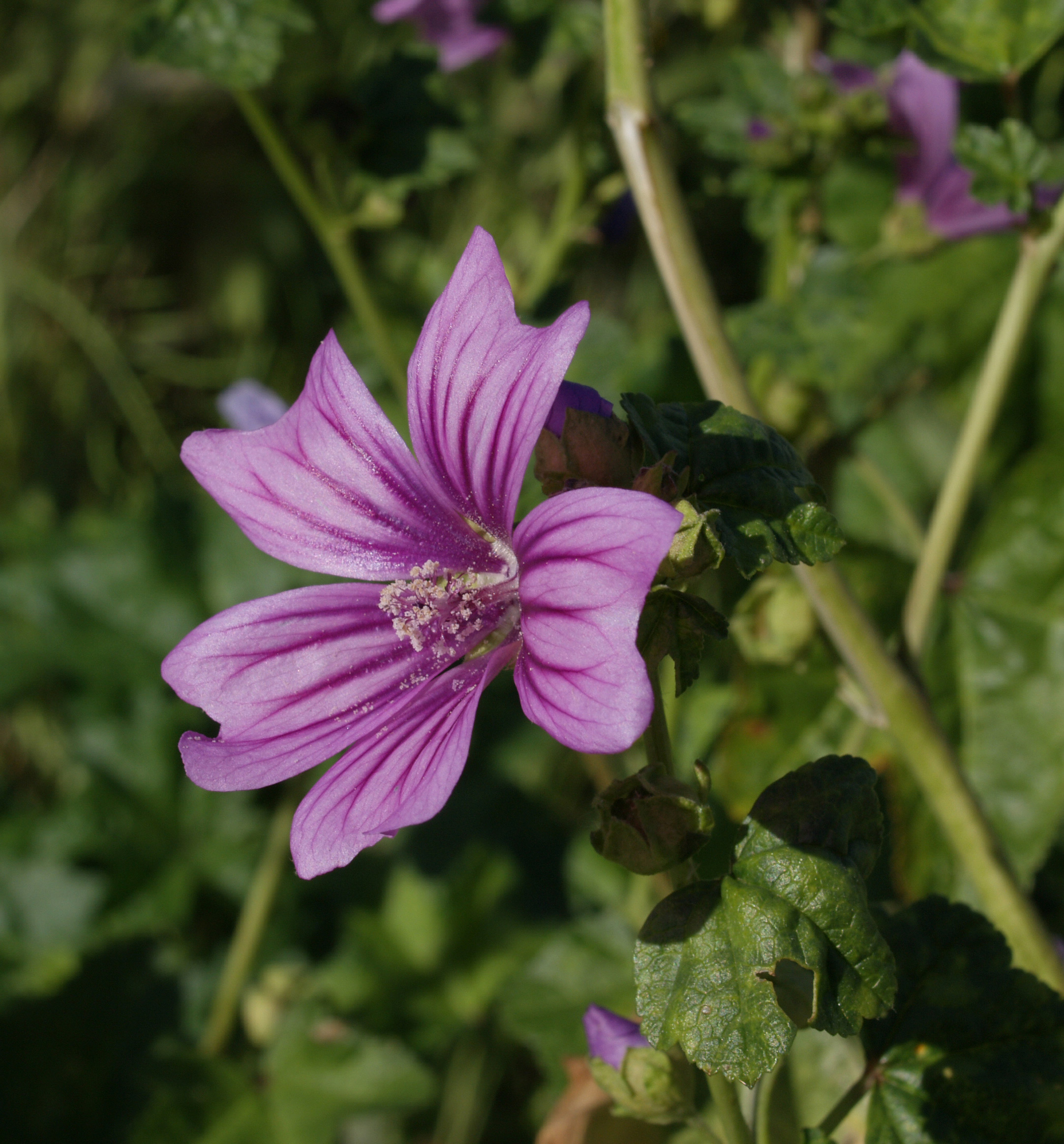